# PostP Bay 64
Die bayerischen PostP Bay 64 (nach DR-Gattungskonventionen) waren zweiachsige Postwagen, welche ursprünglich von den Königlich privilegierten Bayerischen Ostbahnen (B.O.B.) beschafft wurden und zur ersten Generation von Bahnpostwagen gehörten. Bei den Königlich Bayerischen Staatseisenbahnen wurden sie unter der Blatt-Nr. 55 des Wagenverzeichnisses von 1879 geführt (Blatt-Nr. 209 des Verzeichnisses von 1913).

## Geschichte
--> Zur Geschichte siehe die einleitenden Worte in der Liste der Bayerischen Personenwagen

## Entwicklung
Zwischen 1861 und 1873 wurden bei der B.O.B. insgesamt 38 Wagen der Gattung M. (Postwagen) bzw. M.br. (gebremster Postwagen) in zwei unterschiedlichen Bauausführungen beschafft. Mit der Übernahme der B.O.B. durch die K.B.Sts.B zum 1. November 1875 wurden alle Wagen in deren Wagenpark als Gattung B.P. eingereiht. Bei der bayerischen Verwaltung wurden in den Jahren um 1890 insgesamt zwölf Wagen zu Personenwagen mit Postabteil um (CPost Bay 61 und CPost Bay 64) und weitere neun Wagen in solche mit Gepäckabteil (PostP Bay 61 und PostP Bay 64). Von den verbliebenen achtzehn Wagen erhielten sieben Intercommunication und wurden der Gattung Posti Bay 61; nur elf Wagen blieben reine Postwagen (Gattung Post Bay 64).

## Beschaffung
Zwischen 1864 und 1873 wurden bei der B.O.B. als zweite Beschaffungsserie insgesamt 20 Wagen der Gattung M.br. beschafft. Mit der Übernahme der B.O.B. durch die K.B.Sts.B wurden alle Wagen in deren Wagenpark als Gattung B.P. eingereiht. Insgesamt drei Wagen wurden dann zwischen 1897 und 1913 zu Postwagen mit Gepäckabteil (Gattung PostP Bay 64) umgebaut.

## Konstruktive Merkmale

### Untergestell
Der Rahmen der Wagen aus dem Fertigungsjahr 1864 hatte noch eine Mischbauform aus Holz und Eisen. Die äußeren Längsträger waren aus Eisen und hatten eine Doppel-T-Form. Die übrigen Querträger und auch die Pufferbohlen waren aus Holz. Die Wagen aus den späteren Fertigungsjahren 1867 und 1873 hatten dann bereits ein Untergestell, welches komplett aus eisernen Profilen aufgebaut war.
Allen Bauarten gemeinsam war die Ausstattung der Wagen mit Schraubenkupplungen mit Sicherheitshaken nach VDEV als Zugeinrichtung. Die Zugstange war durchgehend und mittig gefedert. Als Stoßeinrichtung besaßen die Wagen durchstoßende Stangenpuffer in der für die B.O.B. klassischen Bauform mit sogenannten Schwimmhäuten als seitliche Abstützung gegen die Pufferbohlen. Die Pufferteller hatten einen Durchmesser von 370 mm.

### Laufwerk
Die Wagen hatten genietete Fachwerkachshalter aus Flacheisen der kurzen, geraden Bauform. Gelagert waren die Achsen in geteilten Gleitachslagern. Die Räder hatten Speichenradkörper der Form 24 und einen Raddurchmesser von 1.027 mm. Die Federung bestand aus einer neunlagigen Feder von 1.750 mm mit einem Querschnitt von 93 × 13 mm, die mit einfachen Laschen in den Federböcken befestigt waren.
Die Spindelhandbremsen aus dem hochgesetzten Bremserhaus wirkte auf alle Räder beidseitig. Die Wagen hatten die alte Bauform der bayerischen Bremsgestänge mit mittigem Umlenkhebel. Lt. Verzeichnis von 1897 waren alle Wagen zu diesem Zeitpunkt nur mit Luftleitungen für Druckluftbremsen ausgestattet. Erst im Verzeichnis von 1913 wird für die verbliebenen Wagen der Einbau von Westinghouse-Bremsen nachgewiesen.

### Wagenkasten
Das Wagenkastengerippe bestand aus einem hölzernen Ständerwerk. Es war außen mit Blech und innen mit Holz verkleidet. Die Seitenwände waren an den Unterseiten leicht eingezogen. Die Wagen besaßen ein flach gewölbtes Dach, welches über die Seitenwände hinaus ragte. Das hochgesetzte Bremserhaus in der typischen Bauart der B.O.B. war halbseitig in den Wagenkasten eingebaut und nur von außen zugänglich. Alle Wagen hatten durchgehende, seitliche Laufbretter und Haltestangen. Der Zugang zu den Post- bzw. Gepäckräumen erfolgte durch seitliche, nach außen aufschlagende Flügeltüren.

### Ausstattung
Der Postraum war mit einem Sessel ausgestattet, unter dessen klappbarem Sitz sich ein Abort befand. Der ca. 2.400 mm lange Postraum war durch eine Zwischenwand mit Schiebetüre vom Gepäckraum abgetrennt und befand sich am dem Bremserhaus gegenüberliegenden Wagenende. Zur Beheizung verfügten die Wagen über eine Ofenheizung. Da die Wagen während der Einsatzzeit bei der Staatsbahn vielfach in den Sekundärbahnbetrieb abgeschoben wurden, waren alle mit einer Leitung für die Dampfheizung ausgestattet. Die Beleuchtung erfolgte durch Öl-Lampen, bei einem Teil der Wagen durch Gas. Der Vorratsbehälter für das Leuchtgas hing in Wagenlängsrichtung am Rahmen.

## Skizzen, Musterblätter, Fotos

Ansicht zu Blatt 38 aus B.O.B. WV von 1872
Ansicht zu Blatt 51 aus B.O.B. WV von 1875
Ansicht zu Blatt 55 aus dem WV von 1879
Ansicht zu Blatt 97 aus dem WV von 1891
Ansicht zu Blatt 116 aus dem WV von 1897
Ansicht zu Blatt 209 aus dem WV von 1913

## Wagennummern
Die Daten sind dem diversen Wagenpark-Verzeichnissen der königlich privilegierten Bayerischen Ostbahnen, der Kgl.Bayer.Staatseisenbahnen – so wie im Literaturverzeichnis aufgeführt – sowie den Büchern von Emil Konrad (Reisezugwagen der deutschen Länderbahnen, Band II) und  Alto Wagner (Bayerische Reisezugwagen) entnommen.
| 1867 | Rathg. | 2 | 25 | 6 425 | 18 288 | 18 288 | 15 146 | 15 146 | 15 146 |  | <1930 | 2 | 4.379 | 8.324 | (Ll) (Wsbr) | E,H | P | O,Dl | 1 | 1 | 1 |  | 1 |  |  |
| 1867 | Rathg. | 2 | 26 | 6 426 | 18 289 | 18 289 | 15 147 | 15 147 | 15 147 |  | <1930 | 2 | 4.379 | 8.324 | (Ll) (Wsbr) | E,H | P | O,Dl | 1 | 1 | 1 |  | 1 |  |  |
| 1873 | Rathg. | 9 |    | 6 428 | 18 291 | 18 291 | 15 148 | 15 148 |        |  | <1913 | 2 | 4.100 | 8.324 | (Ll) (Wsbr) | E   | P | O,Dl | 1 | 1 | 1 |  | 1 |  |  |
| 1873 | Rathg. | 9 |    | 6 429 | 18 292 | 18 292 | 15 149 | 15 149 |        |  | <1913 | 2 | 4.100 | 8.324 | (Ll) (Wsbr) | E   | P | O,Dl | 1 | 1 | 1 |  | 1 |  |  |
| 1873 | Rathg. | 9 |    | 6 430 | 18 293 | 18 293 | 15 150 | 15 150 | 15 150 |  | <1930 | 2 | 4.100 | 8.324 | (Ll) (Wsbr) | E   | P | O,Dl | 1 | 1 | 1 |  | 1 |  |  |
| 1873 | Rathg. | 9 |    | 6 431 | 18 294 | 18 294 | 15 151 | 15 151 | 15 151 |  | <1930 | 2 | 4.100 | 8.324 | (Ll) (Wsbr) | E   | P | O,Dl | 1 | 1 | 1 |  | 1 |  |  |
| 1873 | Rathg. | 9 |    | 6 432 | 18 295 | 18 295 | 15 152 | 15 152 |        |  | <1913 | 2 | 4.100 | 8.324 | (Ll) (Wsbr) | E   | P | O,Dl | 1 | 1 | 1 |  | 1 |  |  |
| 1873 | Rathg. | 9 |    | 6 433 | 18 296 | 18 296 | 15 153 | 15 153 | 15 153 |  | <1930 | 2 | 4.100 | 8.324 | (Ll) (Wsbr) | E   | P | O,Dl | 1 | 1 | 1 |  | 1 |  |  |
| 1873 | Rathg. | 9 |    | 6 434 | 18 297 | 18 297 | 15 154 | 15 154 | 15 154 |  | <1930 | 2 | 4.100 | 8.324 | (Ll) (Wsbr) | E   | P | O,Dl | 1 | 1 | 1 |  | 1 |  |  |
| 1873 | Rathg. | 9 |    | 6 435 | 18 298 | 18 298 | 15 155 | 15 155 | 15 155 |  | <1930 | 2 | 4.100 | 8.324 | (Ll) (Wsbr) | E   | P | O,Dl | 1 | 1 | 1 |  | 1 |  |  |
| 1873 | Rathg. | 9 |    | 6 436 | 18 299 | 18 299 | 15 156 | 15 156 | 15 156 |  | <1930 | 2 | 4.100 | 8.324 | (Ll) (Wsbr) | E   | P | O,Dl | 1 | 1 | 1 |  | 1 |  |  |